# Marquesado de Tamarit
El Marquesado de Tamarit es un título nobiliario español otorgado el 13 de abril de 1681 por el rey Carlos II a favor de Francisco de Monserrat y Vives, castellano de Montbrió de Tarragona, señor de Tamarit, en atención a sus servicios en el sitio de Tarragona.
El actual titular, desde 2005, es Juan José Suelves Figueroa, XII marqués de Tamarit.

## Armas
«En campo de azur, un monte al natural, sumado de una sierra de carpintero de oro, acompañado todo, de ocho castillos de oro, tres en lo alto, tres en lo bajo y uno en cada flanco. Lema: "Primum Mori Quam Foedari".»

## Marqueses de Tamarit
|                                       | Titular                                | Periodo                               |
| Creación en 1681 por el rey Carlos II | Creación en 1681 por el rey Carlos II  | Creación en 1681 por el rey Carlos II |
| ------------------------------------- | -------------------------------------- | ------------------------------------- |
| I                                     | Francisco de Monserrat y Vives         | 1681-?                                |
| II                                    | Gertrudis de Monserrat                 |                                       |
| III                                   | José de Monserrat                      |                                       |
| IV                                    | Baltasara de Monserrat y Ustáriz       | ?-1794                                |
| V                                     | Juan (José) de Suelves y Monserra      | 1794-1844                             |
|                                       | (...)                                  |                                       |
| Rehabilitado en 1903 por Alfonso XIII |                                        |                                       |
| IX                                    | José de Suelves y de Montagut          | 1903-1926                             |
| X                                     | Juan Nepomuceno de Suelves y Goyeneche | 1927-?                                |
| XI                                    | Juan Suelves y Ponsich                 | 1928-2004                             |
| XII                                   | Juan José de Suelves y de Figueroa     | 2005-actual titular                   |

## Historia de los marqueses de Tamarit
- Francisco de Monserrat y Vives, I marqués de Tamarit, Carlán de Montbrió (Tarragona), señor de Tamarit.

Le sucedió su hija:
- Gertrudis de Monserrat,  II marquesa de Tamarit.

Le sucedió su hijo:
- José de Monserrat,  III marqués de Tamarit.

Le sucedió su hija:
- Baltasara de Monserrat y Ustáriz (1740-1794),  IV marquesa de Tamarit.

1. Casó con Joaquín Pascual Félix Pérez de Suelves y Zamora, hijo de Melchor Claramunt Pérez de Suelves y Ruiz de Castilla y Urriés (hijo de Gaspar Claramunt Pérez de Suelves y Luna, señor de Suelves y Artasona, y de Gertrudis Felipa Ruiz de Castilla y Urriés y Segura, hija de José Martín Ruiz de Castilla y Urriés y Biota y nieta de Ana Paciencia de Biota y Pérez de Suelves) y de María Zamora y Espinal (hija de Adrián Zamora y Gracia Espinal).

Le sucedió su hijo:
- Juan (José) de Suelves y Monserrat (1761-1844),  V marqués de Tamarit.

Le sucedió, en 1846, su hijo:
(...)
Por Orden del 19 de mayo de 1864, se declara vacante el título por no haberse satisfecho el correspondiente impuesto para la sucesión mandada en Real orden de 16 de agosto de 1863. Se anunció, por segunda vez, la situación vacante del título en Anuncio de 8 de noviembre de 1887. La siguiente noticia que se tiene, es la Rehabilitación del título en 1903, según lo siguiente:
Rehabilitado en 1903 a favor de:
- José de Suelves y de Montagut (1850-1926), IX marqués de Tamarit, I vizconde de Montserrat.

1. Casó en París, en 1885, con María de Goyeneche y de La Puente (n.1862).

De cuyo matrimonio nacieron, al menos, dos hijos:
1. Juan Nepomuceno (que sigue), y
2. José Suelves y Goyeneche (n.1893, casó con Zenaida Piñeyro y de Queralt, marquesa de Bonanaro).

Le sucedió, en 1927, su hijo:
- Juan Nepomuceno de Suelves y Goyeneche (1866-?), X marqués de Tamarit, vizconde de Montserrat de iure.

1. Casó con María de las Mercedes Ponsich y Sarriera.

De cuyo matrimonio nacieron, al menos, dos hijos: 
1. Juan (que sigue), y
2. María Josefa de Suelves y Ponsich (casó con Gonzalo María de Ulloa y Ramírez de Haro, marqués de Castro Serna.)

Le sucedió, por Convalidación en 1951, su hijo primogénito:
- Juan Suelves y Ponsich (1928-2004), XI marqués de Tamarit, II vizconde de Montserrat.

1. Casó con Victoria Eugenia de Figueroa y Borbón, hija del II conde de Romanones.

De cuya unión nacieron:
1. Juan José de Suelves y de Figueroa (n.1956), XII marqués de Tamarit. Casó con María Osorio y Bertran de Lis, condesa de Villaumbrosa.
2. María (n.1957). Casó con Francisco Franco y Martínez-Bordiú, xi marqués de Villaverde y ii señor de Meirás.
3. Vitoria (n.1959). Casó con Antonio Sainz y Cenamor.
4. Cristina (n.1961). Casó con Honorio Maura y Andreu.
5. Luis (n.1963).
6. Blanca (n.1968). Casó con Juan Miguel Osorio y Bertrán de Lis, XXI duque de Alburquerque.

En el Vizcondado de Montserrat le sucedió su nieto, hijo de su primogénito.
Le sucedió en 2005 su hijo primogénito:
- Juan José de Suelves y de Figueroa (n.1956), XII marqués de Tamarit.

1. Casó con María Osorio y Bertran de Lis, condesa de Villaumbrosa.

De cuyo matrimonio nacieron tres hijos:
1. Juan José Suelves Osorio, III vizconde de Montserrat.
2. Inés Suelves Osorio.
3. Lucía Suelves Osorio.

Actual titular.